# Мануел де Веласко и Техада
Мануел де Веласко и Техада (шп. Manuel de Velasco y Tejada) је командовао шпанском флотом у бици у заливу Виго 1702. године током Рата за шпанско наслеђе.